# دانشگاه مریلند در بالتیمور
دانشگاه مریلند در بالتیمور (به انگلیسی: University of Maryland, Baltimore County) یک دانشگاه تحقیقاتی عمومی است که در بالتیمور ایالت مریلند قرار دارد. در سال ۱۹۶۶ به عنوان قسمتی از دانشگاه مریلند به ثبت رسیده است. دانشگاه به طور خاص در رشته‌های علوم طبیعی و مهندسی شناخته شده است اگرچه دارای رشته‌های در هنرهای آزاد نیز می‌باشد.